# Billy McAdams
William John „Billy” McAdams (ur. 20 stycznia 1934, zm. październik 2002) – północnoirlandzki piłkarz, który występował na pozycji napastnika.

## Kariera klubowa
Piłkarską karierę rozpoczął w Distillery, skąd w grudniu 1953 przeszedł do Manchesteru City, w którym zadebiutował 2 stycznia 1954 w wygranym 2:1 meczu z Sunderlandem na Maine Road, zdobywając jedną z bramek. Tydzień później w spotkaniu z Bradford City w ramach 3. rundy Pucharu Anglii zanotował hat-trick. Ze względu na kontuzję pleców odniesioną w połowie sezonu 1954/1955, nie wystąpił w finale Pucharu Anglii przeciwko Newcastle w 1955, a także w finale tych rozgrywek przeciwko Birmingham City rok później. W sezonie 1959/1960 był najlepszym strzelcem zespołu z dorobkiem 21 bramek zdobytych w 30 meczach.
We wrześniu 1960 odszedł do Bolton Wanderers, następnie w styczniu 1962 do Leeds United. Grał jeszcze w Brentford, Queens Park Rangers i Barrow.

## Kariera reprezentacyjna
McAdams w reprezentacji Irlandii Północnej zadebiutował 31 marca 1954 w wygranym 2:1 meczu przeciwko Walii na Racecourse Ground w ramach British Home Championship oraz eliminacji Mistrzostw Świata 1954. W sumie w kadrze wystąpił 15 razy i zdobył 7 bramek.